# Van Halen (album)
Van Halen er debutalbummet fra det amerikanske hård rock-band af samme navn, udgivet i 1978 på pladeselskabet Warner Bros. Albummet anses som en milepæl i rockhistorien og Eddie Van Halens guitarspil anses som det mest revolutionerende og nyskabende siden Jimi Hendrix. Pladen er således blevet sammenlignet med Jimi Hendrix' Are You Experienced? – album fra 1967, som også har revolutioneret rockverdenen med Hendrix' guitarspil. Albummet har været en salgsmæssig succes og har solgt "Diamond" (en pris der gives ved pladesalg i USA af 10 mio. eksemplarer).

## Spor
Alle sange skrevet af Anthony, Roth, Van Halen og Van Halen, bortset fra når andet står angivet.
1. "Runnin' with the Devil" – 3:35†
2. "Eruption" – 1:42
3. "You Really Got Me" (Ray Davies) – 2:37†
  - (oprindeligt af the Kinks)
4. "Ain't Talkin' 'bout Love" – 3:49†
5. "I'm the One" – 3:46
6. "Jamie's Cryin'" – 3:30†
7. "Atomic Punk" – 3:01
8. "Feel Your Love Tonight" – 3:42
9. "Little Dreamer" – 3:22
10. "Ice Cream Man" (John Brim) – 3:19†
11. "On Fire" – 3:00

† Blev udgivet som single

## Hitlisteplaceringer

### Album
Billboard (USA)
| År   | Hitliste          | Placering |
| ---- | ----------------- | --------- |
| 1978 | Pop Albums        | 19        |
| 1984 | The Billboard 200 | 117       |

### Singler
Billboard (USA)
| År   | Single                     | Hitliste    | Placering |
| ---- | -------------------------- | ----------- | --------- |
| 1978 | "You Really Got Me"        | Pop Singles | 36        |
| 1978 | "Runnin' with the Devil"   | Pop Singles | 84        |
| 1978 | "Jamie's Cryin'"           |             |           |
| 1978 | "Ain't Talkin' 'bout Love" |             |           |